# Grafikkort
Grafikkortet er den komponent i en PC, som beregner billedet, der vises på skærmen. Selve grafikkortet har sin egen GPU (Graphics Processing Unit), som bliver brugt udelukkende til grafikberegninger. Grafikkortet kan både fås som en integreret del af computerens bundkort og som et separat kort, der sættes i bundkortet. De integrerede kort er i dag forældede og man ser enten separate grafikkort eller CPU'er med indbygget grafik processor. De hurtigste integrerede grafik processorer kan som regel trække nyere computerspil ved laveste visuelle indstillinger. Med de nyere dedikerede grafikkort kan man køre dem i SLI eller CrossFire, hvor man så får en større ydelse ud af kortet. Man kan derfor opnå kraftigere ydelse og det er især brugt, hvis man kører med flere skærme ad gangen, for eksempel ved brug af NVIDIA Surround. 
Man kan lige som på en CPU også overclocke et grafikkort. Det gør, at den kan foretage flere beregninger hurtigere og det gør også, at man kan have bedre grafik i spillene. De ekstreme grafikkort kan som standard købes med en vandkøle blok - lige til at sætte i sin computer. Det gør, at der kommer bedre muligheder for at overclocke grafikkortet. 
De mest udbredte producenter af grafikkort er i dag AMD, NVIDIA og Intel. Intel producerer udelukkende integrerede grafikkort.
Multi GPU løsninger
Der findes i dag kun 2 dominerende producenter af grafikkort, AMD & NVIDIA, som har hver deres løsning på hvordan de håndterer multi GPU løsninger, AMD har CrossFire og NVIDIA har SLI. 
SLI fungerer ved, at man fysisk forbinder grafikkort med en SLI connector, også kaldet en SLI bro, da det danner en bro henover grafikkortene. CrossFire derimod fungerer udelukkende ved hjælp af PCIe forbindelsen mellem kortene. 
Cloud løsninger
Flere services er begyndt at tilbyde Cloud løsninger til grafikkort på BETA niveau. Som betyder at, Nvidia har grafikkortet hos deres server, og kunderne så kan "downloade" Grafikkort. Formålet med Geforce NOW og lignende services er, at forbrugerne ikke skal investere i grafikkort fysisk, men derimod kan købe sig til det på time- og månedsbasis. Cloud gaming stiller nogle krav til CPU og internetforbindelse (min 25 Mbps).
Prisudvikling på Grafikkort
Både nationalt og internationalt er priserne på grafikkort steget pga. øget efterspørgsel der har presset underproducenterne af grafikkort. Den øgede efterspørgsel skyldes at grafikkortene kan bruges til at "mine" kryptovaluta. Dette fik blandt andet Nvidia til, at bede deres forhandlere, om at sætte et maksimum på 2 grafikkort per kunde.